# Byreburnfoot Bridge

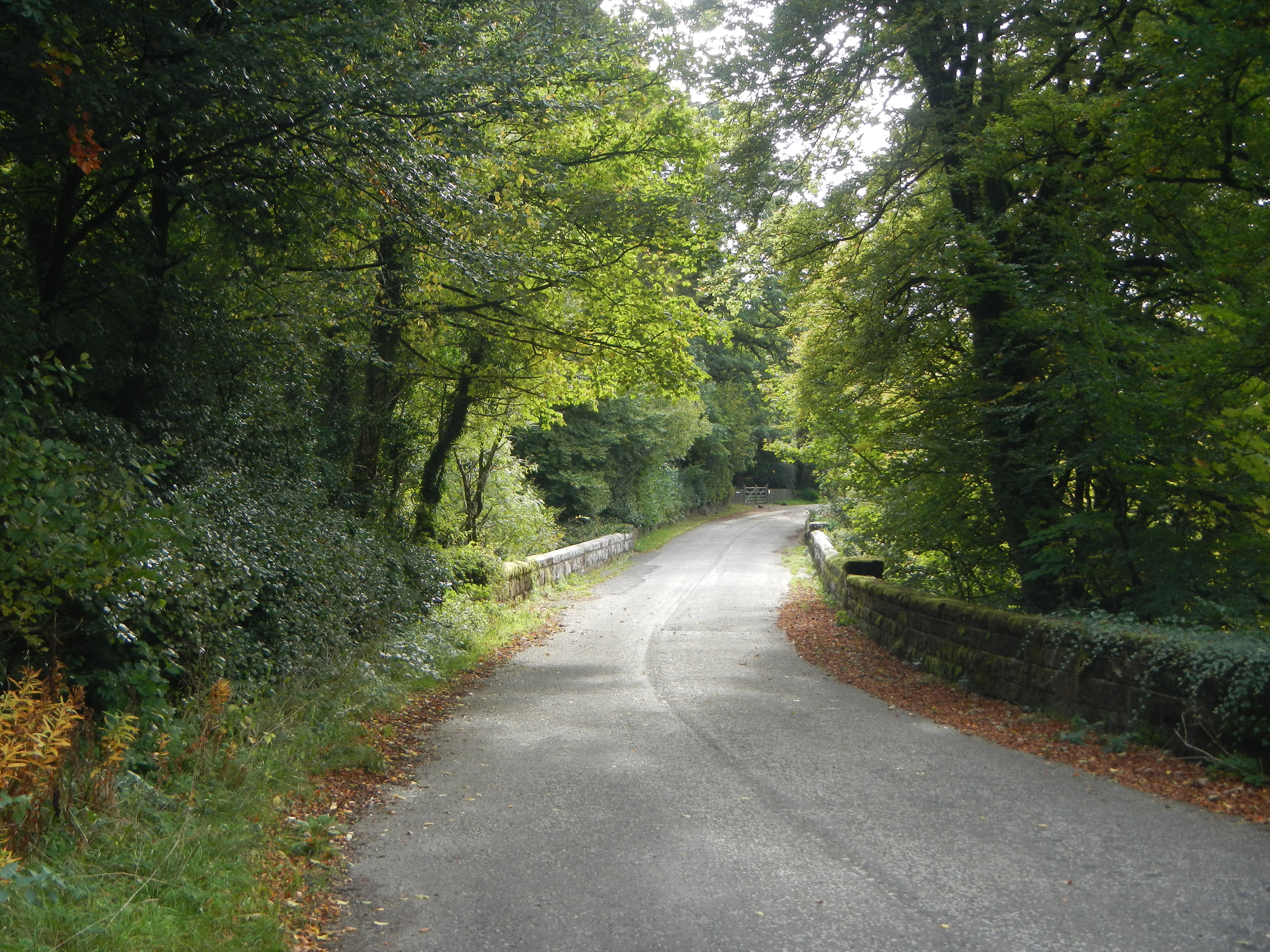
Byreburnfoot Bridge (2013)

Die Byreburnfoot Bridge ist eine Straßenbrücke nahe der schottischen Ortschaft Canonbie in der Council Area Dumfries and Galloway. 1971 wurde das Bauwerk in die schottischen Denkmallisten zunächst in die Kategorie B aufgenommen. Die Hochstufung in die höchste Denkmalkategorie A erfolgte 1988.

## Beschreibung
Der Mauerwerksviadukt liegt rund 1,5 Kilometer nördlich von Canonbie. Er führt eine nicht näher spezifizierte Nebenstraße über den Bach Byre Burn unmittelbar vor dessen Mündung in den Esk. Vor der Begradigung der A7 verlief diese bedeutende Fernstraße über die Brücke.
Die 1850 errichtete Bogenbrücke überspannt den Byre Burn mit einem hohen Segmentbogen. Gusseiserne Plaketten weisen das Baujahr aus. Der Architekt J. Hogg aus Carlisle zeichnet für die Planung verantwortlich. Das Mauerwerk besteht aus roten Steinquadern, die teils bossiert sind. Unterhalb der flachen Brüstung verläuft ein Zierband.